# Norderwöhrden
Norderwöhrden là một đô thị thuộc huyện Dithmarschen, trong bang Schleswig-Holstein, nước Đức. Đô thị Norderwöhrden có diện tích 18,47 km², dân số thời điểm 31 tháng 12 năm 2006 là 286 người.